# Ключер
Ключер або Ключник — історичний чин або посада, що традиційно мали бояри в Молдовському та Волоському князівствах. Був одним з придворних чиновників королівського двору. Походить від слов'янського «ключарій», що є еквівалентом українського ключник.

## Історія
З часів Київської Руси та Руського королівства ключниками називали осіб відповідних за комори та господарство князя чи короля. До 14 століття землі Молдови входили до складу Королівства Русі. Урядники та інші посадовці мали такі самі титули, як у Київській Русі (Великому князівстві Київському) та Руському Королівстві. Після занепаду Руського королівства, в Молдовському князівстві збереглись назви посад - дворник (ворник), слугар, стольник, армаш, постельник та інші. Назва має слов'янське походження.
Ключер відповідав за постачання дворів Молдавських та Волоських Господарів продовольством та іншими предметами першої необхідності.
Сlucer de arie наглядав за постачанням зернових та фуражу. Ключер півниці (clucer de pivniţă) та ключер їдниці (clucer de jigniţă) організовували, відповідно, постачання напоїв та їжі для війська князя. Згодом ця назва стала суто символічною та вийшла з ужитку в 19 столітті.
У Молдовському князівстві, при дворі Господаря також був житничий (Jitnicer), який завідував складами з житом та іншим збіжжям.